# Dharius
Alan Alejandro Maldonado Tamez (Monterrei, Nuevo Leon, 24 de setembro de 1984), mais conhecido pelo seu nome artístico Dharius, é um rapper mexicano.
Tamez é mais conhecido como um dos co-fundadores do grupo hip hop Cartel de Santa.

## Biografia

### 1994: Começo
Dharius começou sua carreira musical em 1994, aos 9 anos, quando seu irmão Rodo e seus primos Fredo e Vhetto o convidaram para se juntar ao grupo de rap Los Pattos (um dos primeiros grupos de rap no México) como qual ele começou a escrever suas primeiras letras e se apresentar em várias peças underground na área próxima da cidade de Monterrei, bem como em um dos poucos programas de televisão no México que dava espaço para bandas independentes do início dos anos 90 chamada "Desvelados". Um jovem comunicador e visionário que apoiou, em um momento em que não havia apoio da mídia ou das gravadoras, para muitos dos reconhecidos grupos de gêneros alternativos de hoje. Em 1996, aos 12 anos, gravou sua primeira demo em estúdio com Los Pattos, dos quais 2 singles que começam a soar em alguns programas de rádio em Monterrei, "Tierra Mexicana" e "Siento", com este finalmente seu primeiro vídeo também chega e também seu primeiro reconhecimento, ganhando a categoria de "Mejor Vídeo Estudiantil" na cerimônia de premiação "La Almohada de Oro" ao melhor da música em Monterrei.

## Discografia

### Carreira solo
- 2014 - Directo Hasta Arriba
- 2018 - Mala Fama, Buena Vidha